# Elena Filatova
Elena Vladimirovna Filatova (ryska: Елена Владимировна Филатова), född 1974 i Pripyat, Ukrainska SSR, Sovjetunionen är en ukrainsk fotograf och motorcyklist som är mest känd för sina påstådda soloresor genom de avfolkade radioaktiva zonerna kring Tjernobyl. På sin webbplats kan man se hennes bilder från resorna genom de avstängda zonerna där hon med bild och text visar hur det ser ut och vad som hänt dessa platser. Hennes resor har senare bevisats inte alls vara solo, utan gjordes tillsammans med hennes make och en väninna på en officiell tour, med guide, i bil.